# Anselme Masasu Nindaga
Anselme Masasu Nindaga, namnet även skrivet Anselme Masavu Ningaba, var en kongolesisk motståndsman och ledare för Revolutionära rörelsen för Kongos befrielse, MRLZ. Han tillhörde bashi-folket och kom från provinsen Södra Kivu.
Masasu deltog i första Kongokriget som befälhavare inom de AFDL-styrkor som förde Laurent-Désiré Kabila till makten i maj 1997. Masasu blev själv arméstabschef i Kongo-Kinshasa efter krigsslutet. Efter att senare anklagats för att ha planlagt en kupp mot Kabila arresterades han och fördes till Katanga där han dömdes till döden av en summarisk militärdomstol i november 2000.
Först i februari året därpå erkände ministern för mänskliga rättigheter att Masasu avrättats.[källa behövs]